# Teriantropia
Teriantropia, segundo a Encyclopedia of Religion, é um termo utilizado para "denotar uma divindade ou criatura combinando a forma ou atributos de um humano com os de um animal". Não é um termo academicamente consistente, pois sua descrição pode abranger contextos de antropomorfismo, imagens de divindades animais, personificações ritualísticas, identificação totêmica de caçador e presa e liminaridade da natureza humana e animal, mas é comum também para o conceito sobrenatural de transmutação de forma de seres humanos em animais, a exemplo da licantropia. Refere-se também ainda a uma cultura desenvolvida no meio digital como novo movimento religioso.

## Etimologia
O termo "teriantropia" vem do grego theríon [θηρίον], que traduz-se como "animal selvagem", "fera" ou "besta" (implicitamente mamíferos); e anthrōpos [ἄνθρωπος], que traduz-se por "ser humano". Era um termo usado para se referir sobre folclores de transformação animal na Europa, datando do começo de 1901. As vezes, o termo "zoantropia" é usado no lugar.
Theriantropia foi usado para descrever crenças espirituais em transformação animal de uma publicação japonesa de 1915, "História do Povo Japonês do Início ao Fim da Era Meiji". Uma fonte, "O Humano Predador", aumenta a possibilidade do termo ter sido usado a partir do século XVI em julgamentos criminais de supostos lobisomens.

## História da teriantropia e teriocefalia
Assim como licantropia, por vezes teriantropia se refere à habilidade fantástica ou mitológica de alguns humanos se tornarem animais. Nesse contexto, teriantropos são ditos capazes de mudar sua forma. A teriantropia existiu por muito tempo na mitologia, e é demonstrada em desenhos ancestrais de cavernas como por exemplo O Feiticeiro, um pictograma feito em uma caverna paleolítica encontrada em um sítio arqueológico em Pyrénées, localizado em Les Trois Frères, França.
"Teriocefalia" ("encabeçamento animal") se refere a seres que possuem uma cabeça animal acoplada a um corpo humano ou antropomórfico; por exemplo, as formas dos antigos deuses egípcios (como Rá, Suco e Anúbis).

## Mitologia da troca de forma humana

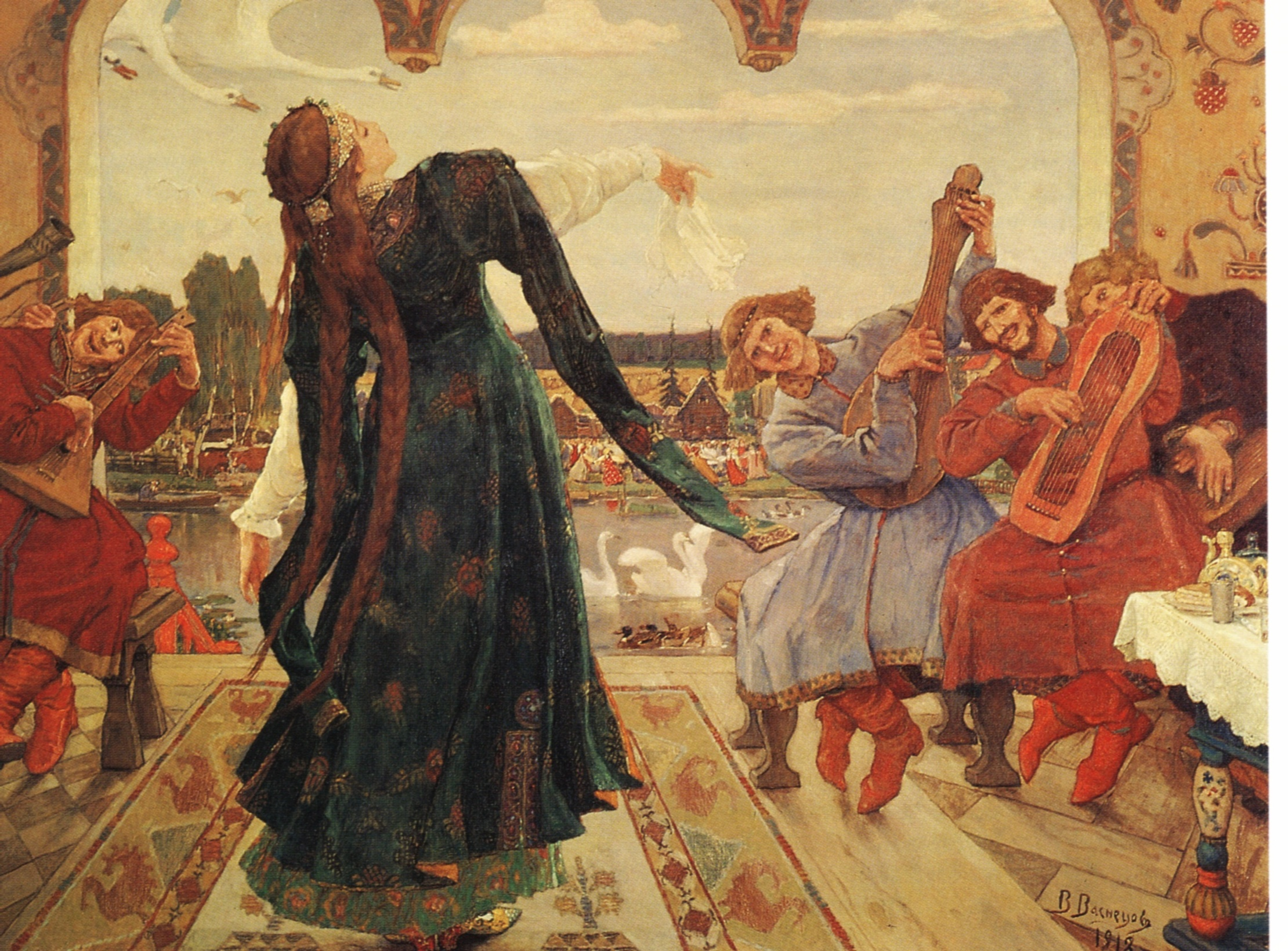
Um sapo se transforma em uma princesa na pintura Tsarevna Frog ("A Princesa Sapo") por Viktor Vasnetsov.

Mudar de forma no folclore, mitologia e antropologia geralmente se refere a alteração da aparência física humana para a de uma outra espécie. Licantropia, normalmente descrita como a transformação de um humano em um lobo (ou lobisomem), é provavelmente a forma mais conhecida de teriantropia, seguida pela cinantropia (transformação em um cachorro) e ailuranthropy (transformação em um gato). Werehyenas são presentes em histórias de diversas culturas africanas e euroasiáticas. Lendas turcas ancestrais falam sobre xamãs capazes de alterar sua forma conhecidos como kurtadams, que se traduz como "homem lobo".[carece de fontes?] Os gregos antigos descreveram a cinantropia, de κύων kyōn (ou "cão"), que se aplicava a seres mitológicos capazes de alternar entre a forma humana e a forma de cão, ou que possuíam características combinadas de tanto cães quanto humanos.[carece de fontes?]
O termo existe desde pelo menos 1901, quando era aplicado a histórias chinesas sobre humano transformando-se em cachorros, cachorros se tornando pessoas e relações sexuais entre humanos e caninos. O antropólogo David Gordon White disse que a Asia Central é o "vórtice da cinantropia" pois as raças dos homens-cães eram normalmente postas lá por escritores antigos. Os cinantropos são também conhecidos em Timor. Eram descritos como humanos-caninos capazes de transformar outras pessoas em animais, mesmo contra sua vontade.[carece de fontes?]
O folclore europeu também menciona werecats, que podem se transformar em panteras ou animais domésticos de tamanho alargado. Lendas africanas descrevem pessoas que se transformam em leões ou leopardos, enquanto os werecats asiáticos são tipicamente são tipicamente retratados como se tornando tigres.[carece de fontes?]

## Aspectos psiquiátricos
Dentre um conjunto de pacientes psiquiátricos, a crença de ser parte animal, ou licantropia clínica, é geralmente associada com psicose severa, mas nem sempre se relaciona com algum diagnóstico psiquiátrico específico ou descobertas neurológicas. Outros reconhecem a licantropia clínica como uma desilusão no sentido de auto-desordem encontrada nas desordens afetiva e esquizofrênicas, ou como um sintoma de outras desordens psiquiátricas.
Terians (ou therians) são indivíduos que acreditam ou sentem que eles são animais não-humanos em sentido espiritual. Também há outros que afirmam ter uma conexão psicológica ou neuro-biológica — ao invés de espiritual — com a espécie animal específica. Ambos os casos constantemente usam o termo "disforia de espécie" para descrever seus sentimentos de desconexão de seus corpos humanos seu desejo subjacente de viver como sua criatura auto-declarada.
As subculturas de terians e vampiros são relacionadas a comunidade otherkin, e são consideradas como parte da mesma por muitos otherkin, mas tem cultura e historicamente movimentos distintos, apesar da sobreposição de alguns de seus membros.